# 盒子生活
《盒子生活》為韓國SBS電視台播出的綜藝節目，由 朱玄、金鐘民、金淑、金世正、李尚敏等人共同主持，節目以明星強制使用指定物品後，對物品做100%真實的評價，以利觀眾做為決定購買或不購買時的參考建議為主軸。

## 節目進行方式
1. 製作組隨機分給藝人大小、形狀、顏色均不同的快遞箱子。
2. 藝人不論是感到喜歡、幸福、快樂、痛苦、悲傷、恐懼、害怕都得強制試用。
3. 使用後，藝人必須給予觀眾們自己100%真實的評價與感受。

## 各集內容
| 集數 | 播放日期      | 負責評價藝人（開箱並評價的物品）                                                             |
| ---- | ------------- | -------------------------------------------------------------------------------------------- |
| 試播 | 2017年10月9日 | 朱玄（人工智能揚聲器）                                                                       |
| 1    | 2018年1月10日 | 金鍾旼（男性美容三套件組） 朱玄（最近在韓國熱門的數種拉麵，總共一箱） 金淑（超小型電動汽車） |
| 2    | 2018年1月11日 | 朱玄（VR機器） 李尚敏（單身之家，及其中的一人家具） 金鍾旼（肌肉服裝）                       |